# Nicole, Erica und Jaclyn Dahm

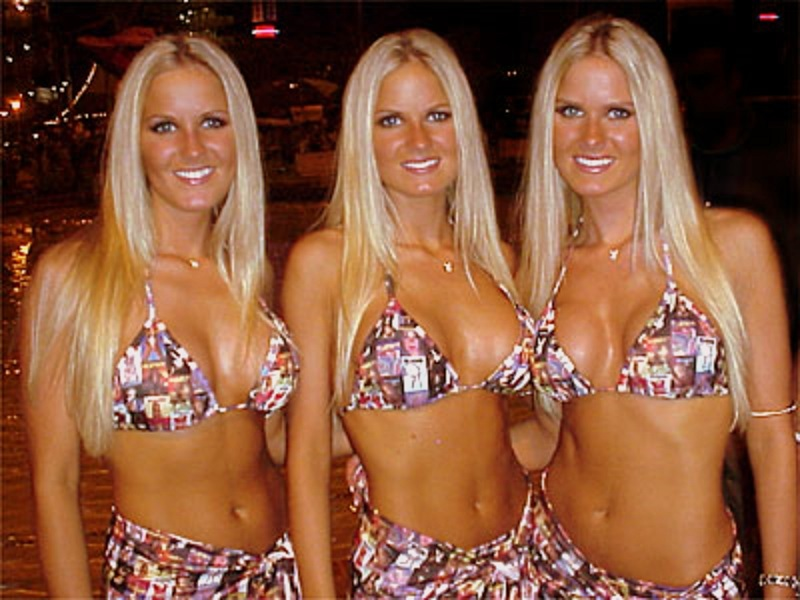
Die Dahm-Drillinge

Nicole, Erica und Jaclyn Dahm (* 12. Dezember 1977 in Minneapolis, Minnesota, USA) sind eineiige Drillinge. Sie waren als Playmates unter dem Namen The Dahm Triplets im Dezember 1998 in der Zeitschrift Playboy (US-Ausgabe) zu sehen.
Sie sind nach The Amazing Brazilian Triplets die zweiten Drillinge, die in der US-Ausgabe zu sehen waren. Alle drei Geschwister besitzen Brustimplantate.

## Karriere
Die Drillinge waren auf dem Cover der Playboy Ausgabe des Magazins Dezember 1998. Sie sind bereits das zweite Triplet, welches auf einem US-amerikanischen Playboy Magazin erscheint. Das erste Triplet war brasilianisch und nannte sich „The Trio from Rio“ und erschien im November 1993.
Das Trio hatte einen Auftritt in der Fernsehsendung Boy Meets World im Jahre 1999. Schließlich folgten Auftritte wie zum Beispiel in der Reality Show Renovate My Family auf dem Fernsehsender FOX; Family Feud und House Wars. Auch in der NBC Game Show 1 vs. 100 am 1. Februar 2008 waren sie zu sehen.

## Filmografie
- 2000: The Ladies Man
- 2002: Juwanna Mann
- Playboy’s Video Centerfold
- Playboy’s Playmates on the Catwalk
- Pauly Shore is Dead
- Nudity Required
- Relic Hunter – Die Schatzjägerin

## Playboy Ausgaben
- Playboy’s Playmate Review, Vol. 15, August 1999
- Playboy’s Girlfriends, September 1999
- Playboy’s College Girls, November 2000
- Playboy’s Nude Playmates, April 2001
- Playboy’s Girls of Summer, Mai 2001
- Playboy’s Playmates in Bed, Vol. 5, November 2001